# Waka (Nouvelle-Zélande)
Pour les articles homonymes, voir Waka.
Le waka est une embarcation maorie, généralement un canoë allant de petites pirogues sans ornements (waka tīwai) utilisées pour la pêche et les voyages fluviaux à de grandes pirogues de guerre décorées (waka taua) faisant jusqu'à 40m de long.
Les premiers restes d'un canot en Nouvelle-Zélande sont découverts près de l'estuaire d'Anaweka, dans une partie reculée du district de Tasman, et datés au radiocarbone vers 1400. Le canoë est construit en Nouvelle-Zélande, mais il s'agissait d'un canoë sophistiqué, compatible avec le style des autres canoës de voyage polynésiens de l'époque.
Depuis les années 1970, environ huit grandes pirogues à double coque d'environ 20 mètres sont construites pour les voyages océaniques vers d'autres régions du Pacifique. Ils sont fabriqués à partir d'un mélange de matériaux modernes et traditionnels, intégrant des éléments de l'ancienne Mélanésie ainsi que de la Polynésie.

## Types
Les petites pirogues de pêche et de transport fluvial sont appelés waka tiwai (ou waka tīwai) et les grandes pirogues de guerre waka taua. Ces dernières sont richement décorées, et peuvent atteindre 40 mètres de longueur.

### Waka taua

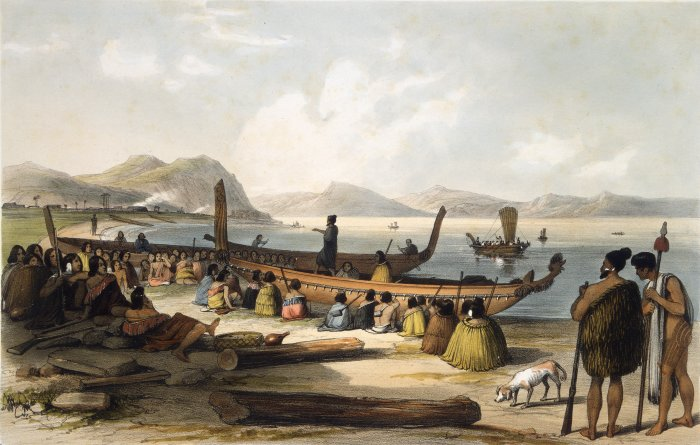
Waka taua (canoës de guerre) dans la baie des Îles, 1827-1828

Les Waka taua (en maori, waka signifie « canoë » et taua signifie « armée » ou « groupe de guerre ») sont de grands canots pilotés par jusqu'à 80 pagayeurs et mesurant jusqu'à 40 m de longueur. Les grands waka, tels que les Ngā Toki Matawhaorua, qui sont généralement richement sculptés et décorés, se composent d'une coque principale formée d'un seul rondin évidé, ainsi que d'une tête et d'un hayon verticaux sculptés. Le plat-bord est surélevé dans certains cas par une planche continue, ce qui augmente le franc-bord et empêche la déformation des principaux composants de la coque lorsqu'il est utilisé dans une mer agitée. Parfois, la coque est renforcée, comme dans le cas du Te Winika, un modèle vieux de 200 ans, par une latte ou un longeron s'étendant dans le sens de la longueur à l'intérieur et à l'extérieur de la coque, juste au-dessus de la ligne de flottaison chargée. La résurgence de la culture maorie voit une augmentation du nombre de waka taua construits, généralement au nom d'un groupe tribal, pour être utilisés lors d'occasions cérémonielles.
Traditionnellement, le canoë de guerre est hautement tapu (sacré). Aucun aliment cuit n'était autorisé à bord de l'embarcation et le waka devait être introduit par le plat-bord, et non par la proue ou la poupe, qui sont très décorées de symboles puissants. Les canoës sont souvent peints en noir ou en blanc, le noir représentant la mort. La couleur principale est le rouge, qui signifiait tapu. Parfois, un waka est placé debout comme marqueur d'un chef mort, avec le fond incurvé de la coque sculpté. Les Maoris ont déclaré aux missionnaires pendant la guerre des mousquets que les batailles entre waka ont lieu en mer, le but étant d'enfoncer le waka d'un ennemi au milieu du navire, à grande vitesse. Le navire éperonneur passerait par-dessus le plat-bord et le forcerait sous l'eau ou le ferait basculer. Les ennemis sont soit tués, soit noyés, soit capturés pour être utilisés dans des fêtes cannibales ou comme esclaves s'ils sont des femmes. Cette description correspond à l'attaque du bateau d'Abel Tasman à Golden Bay en 1642, lorsqu'un catamaran maori percute un bateau à rames et que quatre marins hollandais sont tués.

### Waka Hourua

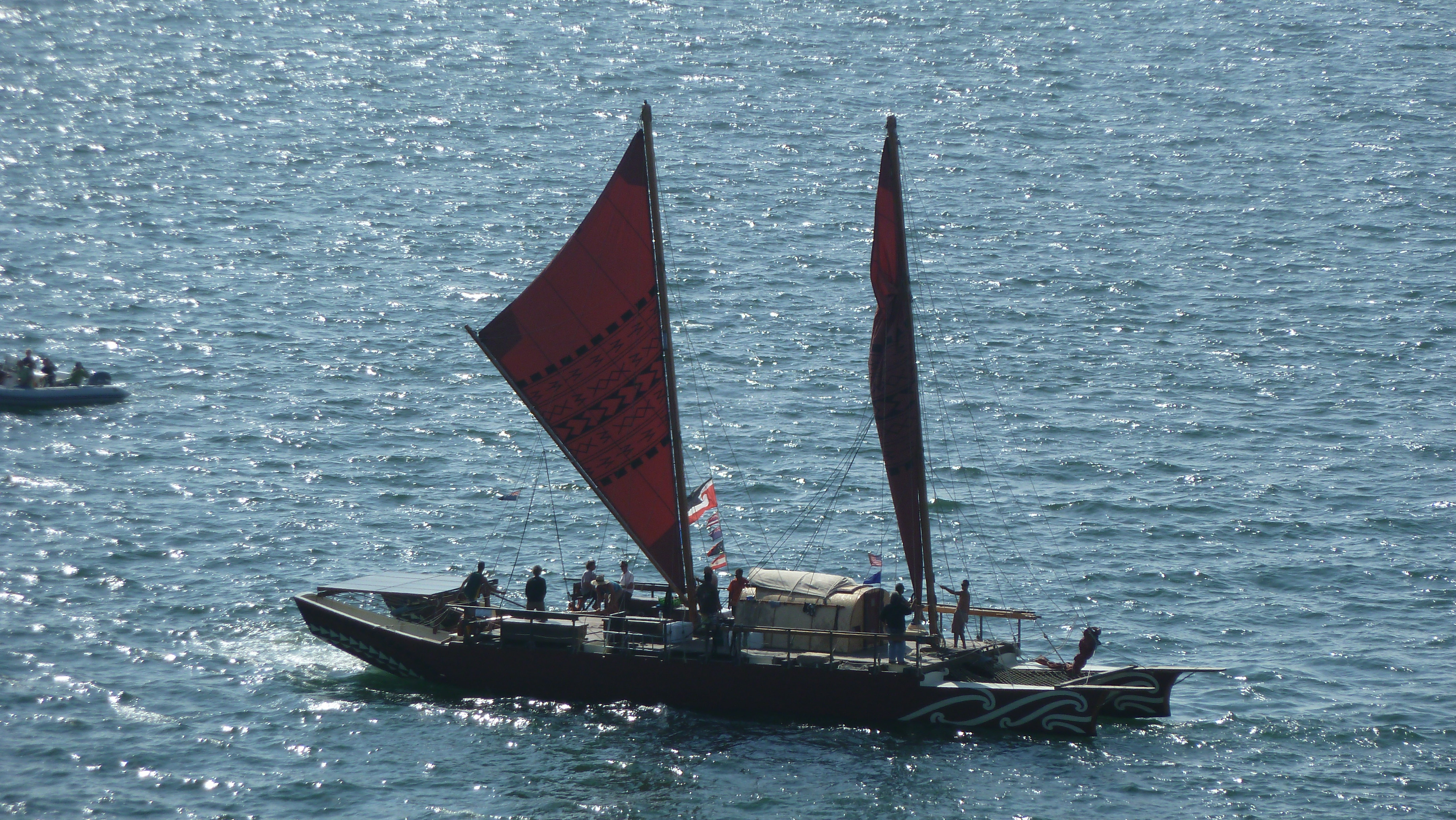
Le Haunui, une réplique du waka océanique

Les waka océaniques, quelle que soit leur taille, peuvent être pagayés, mais atteignent leurs meilleures vitesses lorsqu'ils sont propulsés à la voile. Les colons polynésiens de Nouvelle-Zélande migrent vers la Nouvelle-Zélande en grandes pirogues de migration waka ; selon la légende, certains d'entre eux sont peut-être des waka hourua, des navires à double coque. Les noms et les histoires associés à ces waka sont transmis dans l'histoire orale (kōrero o mua), mais les dates, les noms, les heures et les itinéraires sont souvent confus à mesure que les descendants des colons se multipliaient et se séparaient en iwi (tribus) et hapū (sous-tribus). Par conséquent, le mot waka est utilisé pour désigner une confédération d'iwi descendant du peuple d'une pirogue migratrice.
En 1992, Hekenukumai Busby a construit Te Aurere, un waka hourua, en utilisant des méthodes et des matériaux traditionnels. Il a par la suite traversé le Pacifique, jusqu'à Hawaï, Tahiti, les Marquises, la Nouvelle-Calédonie et l'île Norfolk, et a fait à plusieurs reprises le tour du Te Ika-a-Māui en utilisant les méthodes de navigation polynésiennes.

### Waka Ame

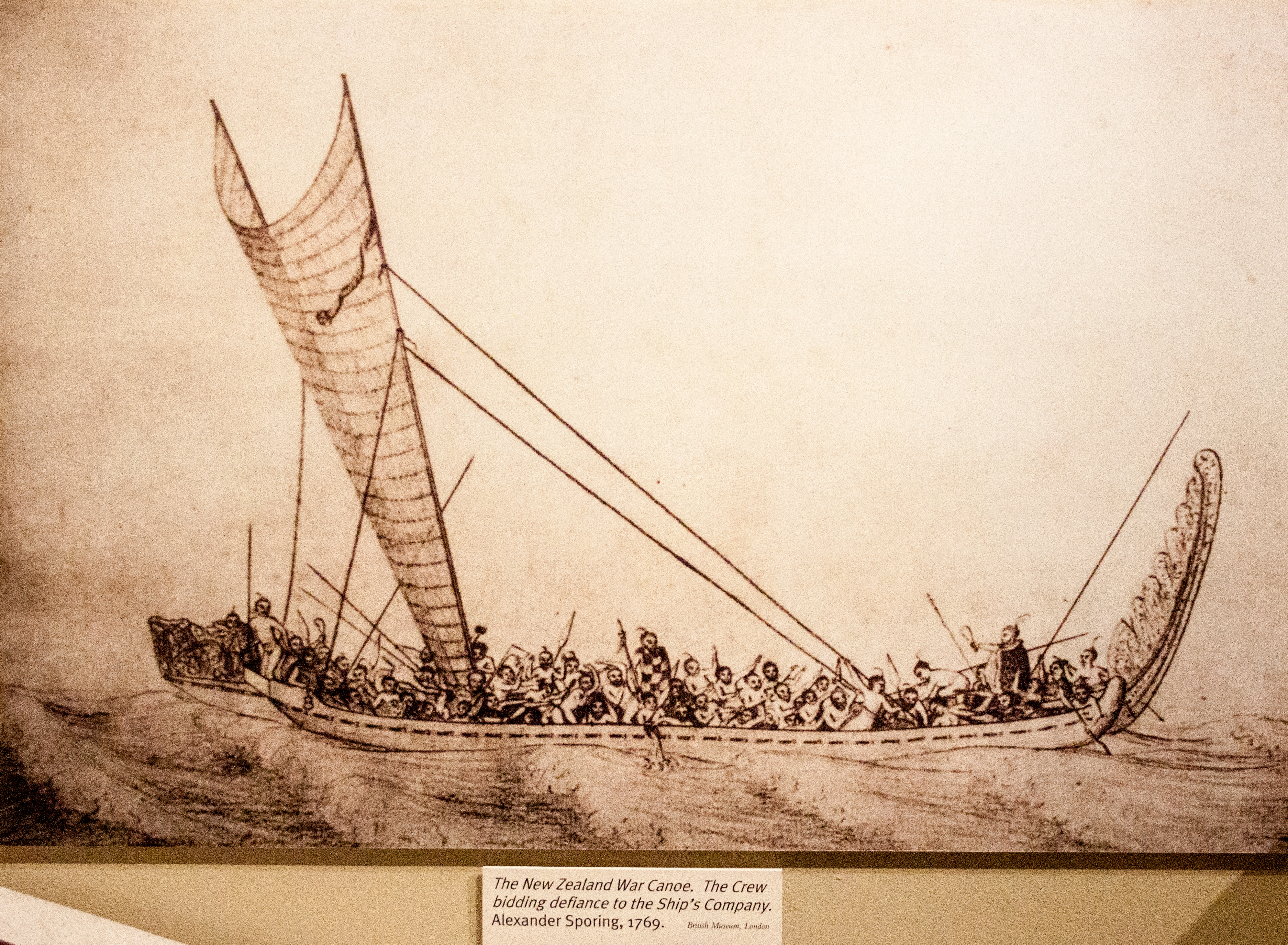
Waka maori avec voile triangulaire dessinée par Herman Spöring lors du premier voyage de Cook en Nouvelle-Zélande en 1769

Les premiers explorateurs européens ont vu des Maoris utiliser des waka ama (pirogues à balancier). Sydney Parkinson, artiste lors du premier voyage du capitaine James Cook en Nouvelle-Zélande en 1769, et le scientifique allemand Johann Reinhold Forster, qui a navigué avec Cook en 1773, ont décrit des waka équipés de stabilisateurs (ama, amatiatia ou korewa) . Déjà rare à l'époque de Cook, le waka ama a largement disparu des mémoires au début du XIXe siècle. Cependant, le terme waka ama apparaît dans des récits anciens, comme l'histoire de Māui publiée par Gray en 1854 et dans quelques vieux waiata ; Tregear mentionne également le waka ama comme « une possession des Maoris », ajoutant que « c'est sous le balancier d'un tel canoë que le célèbre Maui écrase le frère de sa femme Irawaru avant de le transformer en chien. Le double canoë et le balancier ont entièrement disparu parmi les Maoris, et il est douteux qu'un indigène actuel ait vu l'un ou l'autre en Nouvelle-Zélande".
Deux flotteurs à balancier sont trouvés dans les marécages le long de la côte Horowhenua du détroit de Cook, et un autre flotteur est trouvé dans la grotte de Moncks près de Christchurch. Les trois flotteurs sont courts, ce qui suggère que les balanciers maoris sont petits et utilisés uniquement dans les eaux abritées.

## Changements technologiques

### Apports européens
Dès l'arrivée de James Cook en 1769 et surtout lors du séjour de Marion du Fresne en Nouvelle-Zélande en 1772, les Maoris purent se procurer du fer et de l'acier, qui n'existent pas auparavant dans la culture maorie. Les Maoris ont rapidement compris la supériorité de ce matériau, notamment pour la sculpture. En échange de poisson, les Maoris apprennent des marins européens comment aiguiser sur un gouvernail des clous de 20 cm pour en faire des ciseaux. La période entre 1779 et 1820 est appelée l’âge d’or de la sculpture sur bois maorie.
Au milieu du XIXe siècle, à partir de 1835, avec l'arrivée d'un grand nombre de colons et de vaisseaux européens, les bateaux sont beaucoup plus couramment disponibles et sont de plus en plus utilisés par les Maoris de préférence aux waka. En 1839, 100 navires visitèrent la baie des Îles.

### Autres matériaux utilisés
Certains waka, en particulier dans les îles Chatham, n'étaient pas des canoës conventionnels, mais sont construits à partir de raupō (joncs) ou de tiges de phormium.
En 2009, la Fondation Okeanos pour la mer et Salthouse Boatbuilders ont construit une flotte de vaka moana / waka hourua avec des coques en fibre de verre. L'un d'eux, le Haunui, est offert au Te Toki Voyaging Trust en Nouvelle-Zélande.
Le waka taua Te Tuhono du Musée national d'Écosse est restauré et partiellement reconstruit par l'artisan maori George Nuku, en utilisant du poly (méthacrylate de méthyle) (PMMA) sculpté pour recréer les sections manquantes.

## Courses
Il existe des courses de waka, appelées waka ama, particulièrement populaires en Nouvelle-Zélande.